# Crenobia
Crenobia es un género de tricládidos planáridos que habita en aguas subterráneas, manantiales y riachuelos alimentados por fuentes de Europa y Turquía.
La especie tipo de este género es Crenobia alpina.

## Especies
Este género contiene cuatro especies conocidas:
- Crenobia alpina
- Crenobia anophtalma
- Crenobia montenigrina
- Crenobia teratophila